# Chi Vịt mắt vàng
Bucephala là một chi chim trong họ Vịt.

## Các loài
Chi Bucephala hiện tại ghi nhận được 3 loài còn phổ biến:
- Bucephala albeola
- Bucephala clangula
- Bucephala islandica

Ngoài ra còn có một số loài tuyệt chủng được ghi nhận lại như:
- Bucephala cereti
- Bucephala ossivalis
- Bucephala fossilis
- Bucephala angustipes
- Bucephala sp.